# Mario Vercellino
Mario Vercellino, italijanski general, * 10. februar 1879, † 1961.